# Iván Zarudni
Iván Petrovich Zarudni (en ruso: Іван Петрович Зарудный, en ucraniano: Іван Петрович Зарудный; Kiev, 1670 - San Petersburgo, 1727) fue un pintor de iconos y tallista en madera ucraniano, activo a principios del siglo XVIII en Moscú durante el reinado de Pedro el Grande.

## Historia
Iván Zarudni nació en Kiev, procedente de la rica familia cosaca de los Zarudni. En la década de 1680 estudió en la Academia Kiev-Mogila y después de eso, estudió arte decorativo europeo en Italia. A su regreso, se incorporó a la oficina del hetman Iván Mazepa.
Grihori Logvin asumió que Zarudni era el autor del proyecto de la catedral de la Epifanía del monasterio de la Hermandad de Kiev debido a las diferencias estilísticas del edificio con otras obras del arquitecto moscovita Osip Startsev.

A petición del zar Pedro I, el hetman Iván Mazepa envió a Zarudni a Moscú en 1690, donde en 1696 construyó un arco de madera en honor a la conquista de Azov. A partir de ese momento, no se le permitirá regresar a Ucrania durante un largo período de tiempo. En 1701, bajo el patrocinio de Stefan Yavorski, Iván Zarudni fue aceptado en el servicio real por orden personal. Al principio, Zarudni trabajó en Moscú, luego en San Petersburgo y, a veces, visitaba Kiev. Aportó muchos elementos del barroco ucraniano a la arquitectura del Imperio ruso.

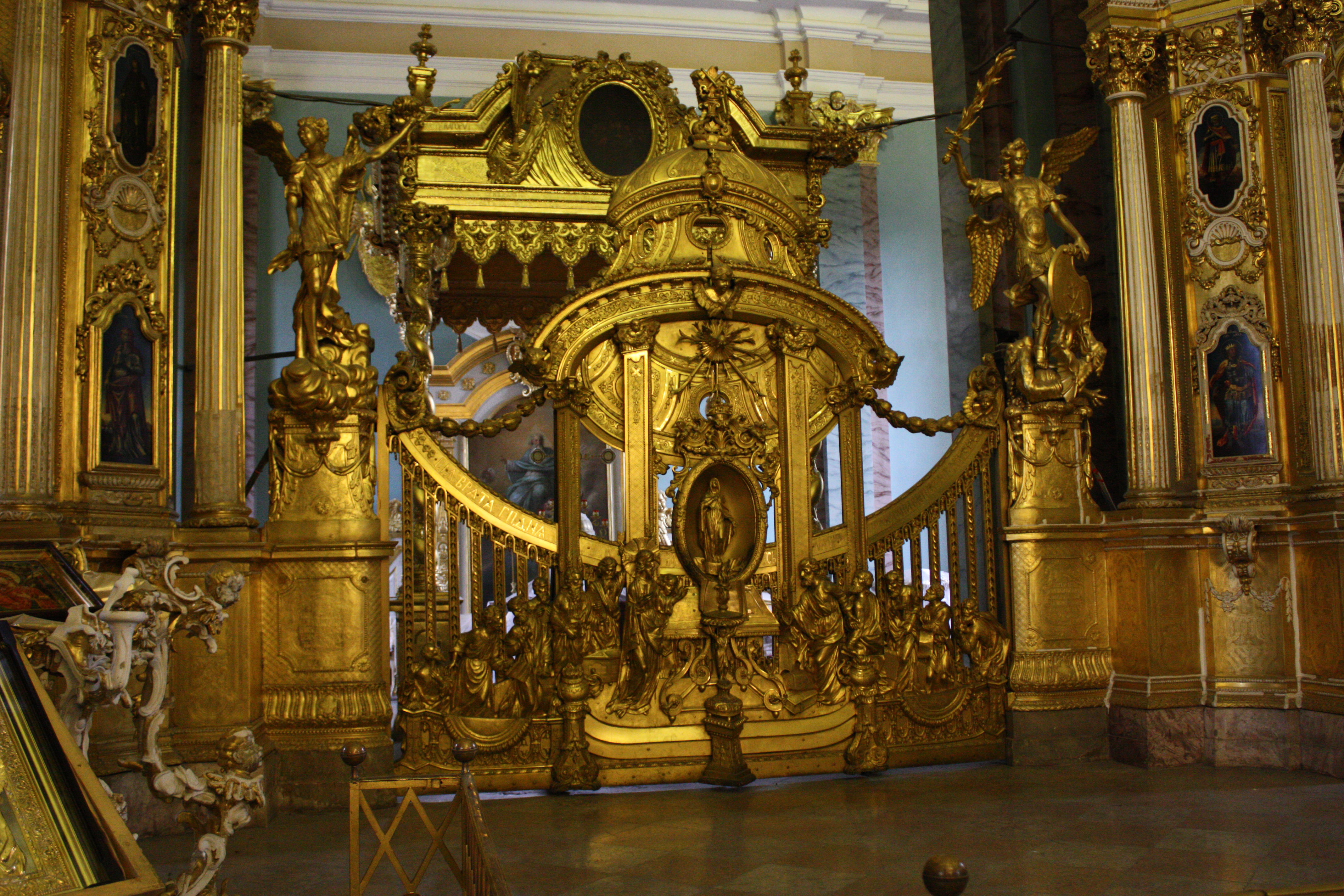
Iván Petrovich Zarudni fue un pintor de iconos y tallista en madera, activo a principios del en Moscú durante el reinado de Pedro el Grande.
Aunque poco se sabe de él, entre sus obras se citan iconostasis y elaborados arcos triunfales en madera para celebrar la victoria de Pedro en la batalla de Poltava.

Durante mucho tiempo cumplió numerosos encargos de instituciones estatales, iglesias y monasterios. En 1707 dirigió la cámara isográfica del Senado, es decir, se convirtió en el jefe de todos los arquitectos y artistas del Imperio ruso. Posteriormente, dirigió el departamento de la Cámara de la Armería, donde se dedicó al diseño y fabricación de iconostasios. Desarrolló 7 proyectos de iconostasios, que más tarde se convirtieron en la base de todos los demás en el Imperio ruso durante el siglo. Hoy en día, el iconostasio de la obra de Zarudni se ha conservado en las catedrales de San Isaac y de Santos Pedro y Pablo en San Petersburgo en 1722-1727, y en la catedral de la Transfiguración en Tallin (hoy iglesia sueca de San Miguel) en 1719. Además, realizó dibujos para la aguja de madera de la catedral de Santso Pedro y Pablo.
Iván Zarudni murió en 1727 en San Petersburgo.

## Obras
Aunque poco se sabe de él, entre sus obras se citan iconostasis y elaborados arcos triunfales en madera para celebrar la victoria de Pedro en la batalla de Poltava. La historiografía del siglo XX le atribuyó parte significativa del temprano barroco petrino en Moscú, incluyendo la Torre Menshikov y la iglesia de San Juan el Guerrero, aunque sin evidencias determinantes.